# A fényképészet meghatározó irányzatai

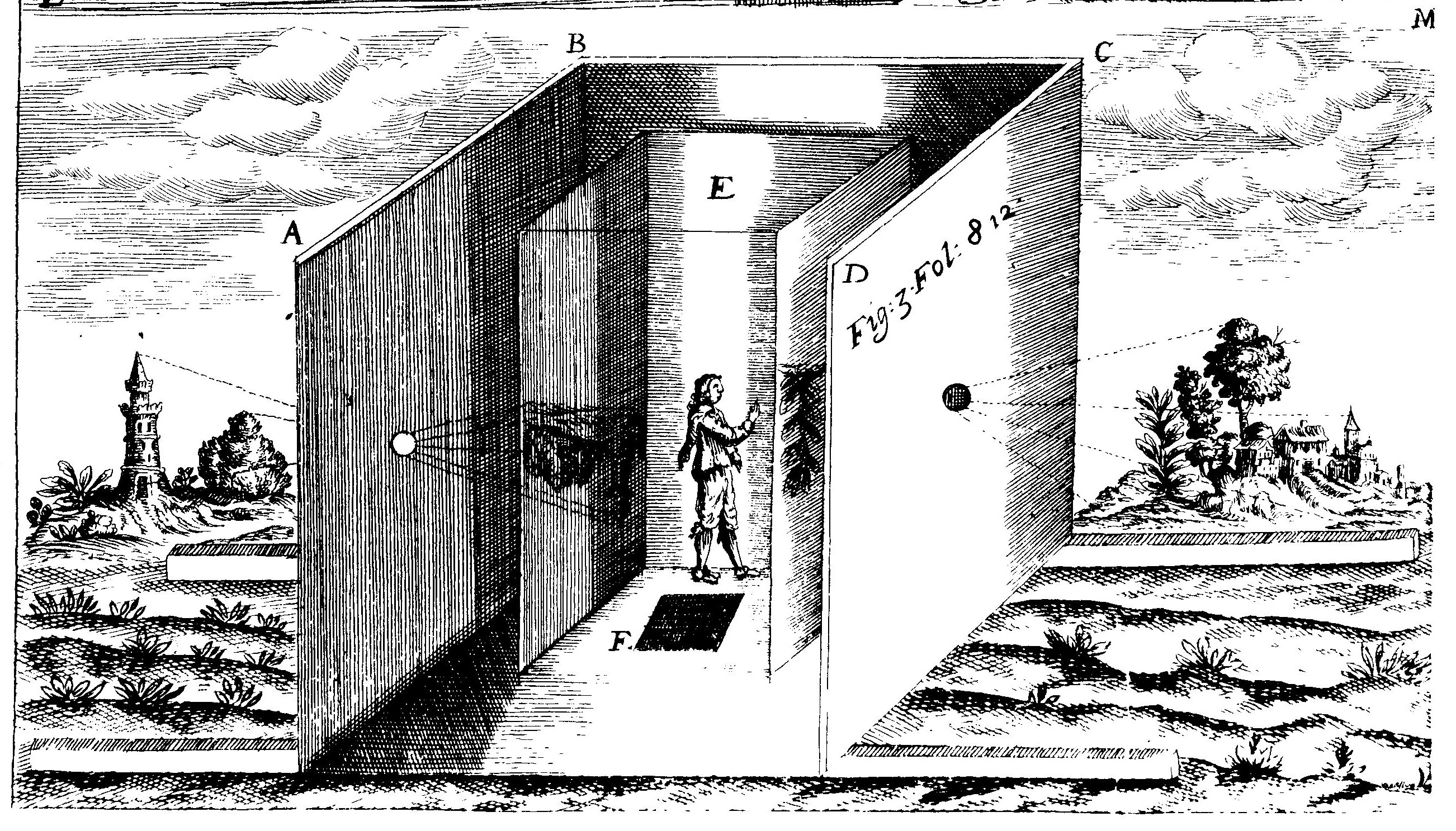
Camera obscura - sötétkamra, a legegyszerűbb fényrajzológép

A fényképészet meghatározó irányzata, mint minden művészeti ágé, az idő múlásával folyamatosan változott. Mivel a fotográfiával mindenki szabadon foglalkozhatott a francia állam jóvoltából, a tinta még meg sem száradt a szabadalmi bejegyzésen, de már szinte az egész világon elterjedt. Irányzatai kezdetben a festészetből jöttek át, mígnem önálló utat nem kezdett járni. Először a festészet kezdte utánozni a fotográfiát, majd ismét a fotográfia a festészetet, hogy aztán mára részben egybeolvadjanak, legjobb művelői művészekké emelkedhessenek. Egyes irányzatok átfedésben voltak, vagy vannak egymással, illetve művelői ma is akadnak, bár általánosságban már nem vezető stílusok.

## Uralkodó irányzatok

### Biedermeier
Nagyjából a XVIII. század legvége (a polgárság megerősödése) óta jelen lévő művészeti irányzat, a polgárság legfőbb igényeit fejezte ki. Festészetben önmagukat és a körülöttük lévő világot a lehető legvalóságosabban akarták viszont látni, ez a vágy hívta életre a fotográfiát. Ennek megfelelően az első képek a valóság tökéletes visszaadását kívánták elérni, bár szinte már azonnal sejteni lehetett, hogy nem sokáig marad ez így, az irányzat az 1850-es évek végére már „kiment a divatból”. A korszak híresebb feltalálói és egyben az első fényképészek Louis Daguerre, a dagerrotípia és William Henry Fox Talbot, a kalotípia feltalálói és első művelői voltak. Ebben a korban alakulnak meg az első műtermek szerte a világban.

### Portré

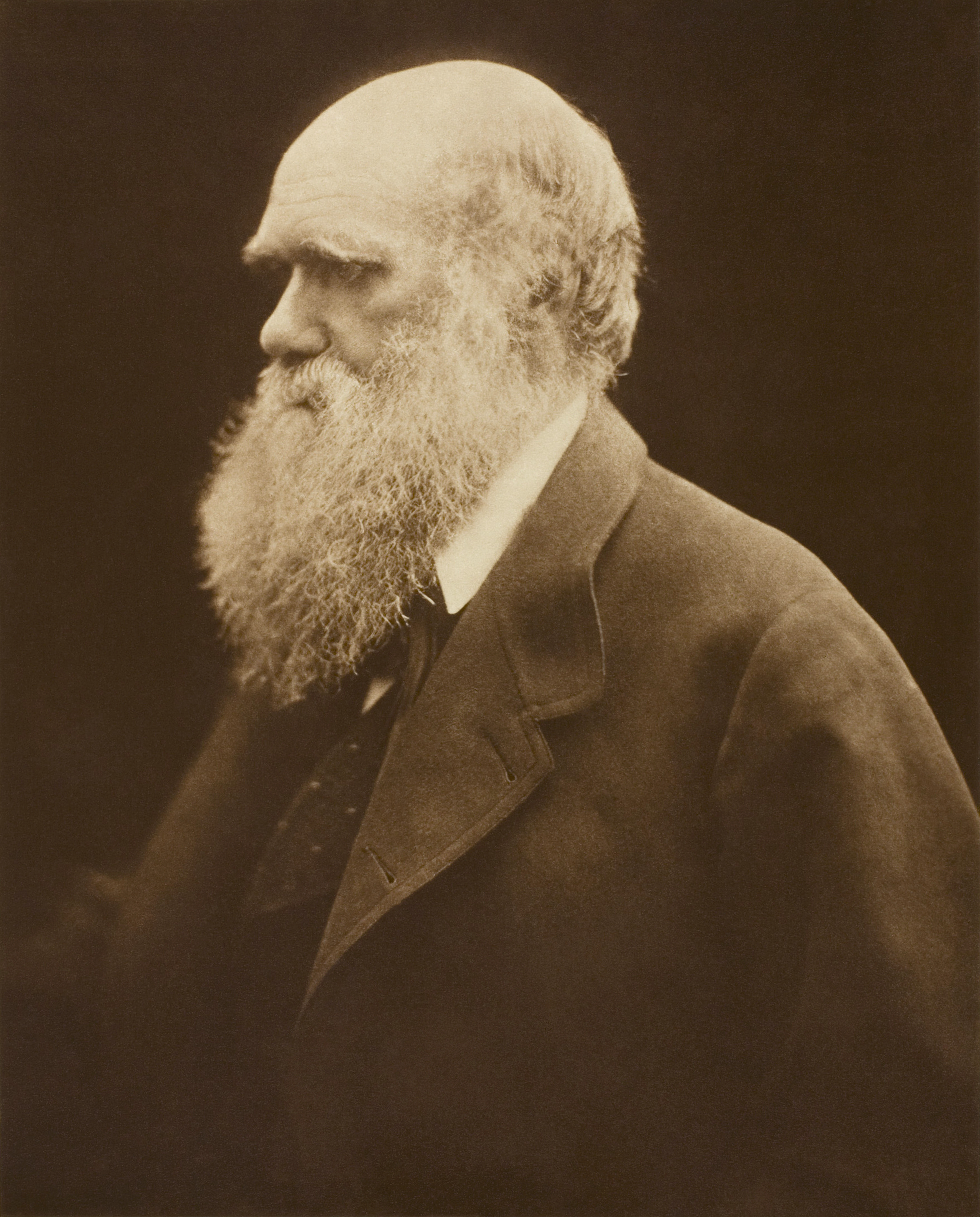
Darwin portréja, 1868 (Cameron)

A fényképezőgép 1840-ben még, mint 'portrérajzoló gép' üzemelt műtermekben, de már a bemutató napján tudták, hogy ennél sokkal több lehetőség rejlik benne. Eleinte a portré műtermekben, fehér, vagy festett háttér előtt készült, majd a vizitkártya megváltoztatta ezt a szokást, teljesen elüzletiesítette, uniformizálta, melyet csak a század végén kialakuló amatőr mozgalom volt képes megújítani, a portréalanyokat egyedi beállításba, megvilágításba helyezve, gyakran saját környezetükben. Felfedezték a kezek kifejezőerejét a képeken. Leghíresebb képviselői Louis Daguerre, Julia Margaret Cameron (a portré egyik megújítója, hobbifotós), André Kertész, Richard Avendon (a divatfotó megteremtője), Man Ray (dadaista, szürrealista), Székely Aladár és Nadar voltak.

### Akt
A festőművészetben az akt ábrázolása az egyik legnehezebb feladat, az egyike a legtöbb tehetséget igénylő területeknek. Sokáig a tehetség biztos jele volt, ha valaki nívós aktot tudott rajzolni, festeni. De az akt a festményen csak dekoratív elemként szolgált, a fotón ez a dekorativitás sokak szerint a méretcsökkenés miatt elveszett.
A festők igyekezete, hogy „kiküszöböljék” a természet adta hibákat, a fotó ezeket a hibákat objektíven megmutatta. Az első aktfényképek dagerrotípián voltak, színezettek is lehettek, sőt népszerű volt a sztereó akt felvétel is. Készítőjük általában ismeretlen.
A „művészi akt” elismertségét csak az 1850-es évek – a papíreljárások elterjedése – hozták meg.
 Az 1960-as évek szexuális forradalma levetkőzi az akt minden gátlását, a művészi mellett vonzó, kihívó lesz, megtelik szexualitással. Legnevesebb képviselői a korban Eugéne Durieu ( művészi akt ), Wilhelm von Gloeden ( férfi akt ) és Paul Bergon voltak.

### Utcai fotografálás

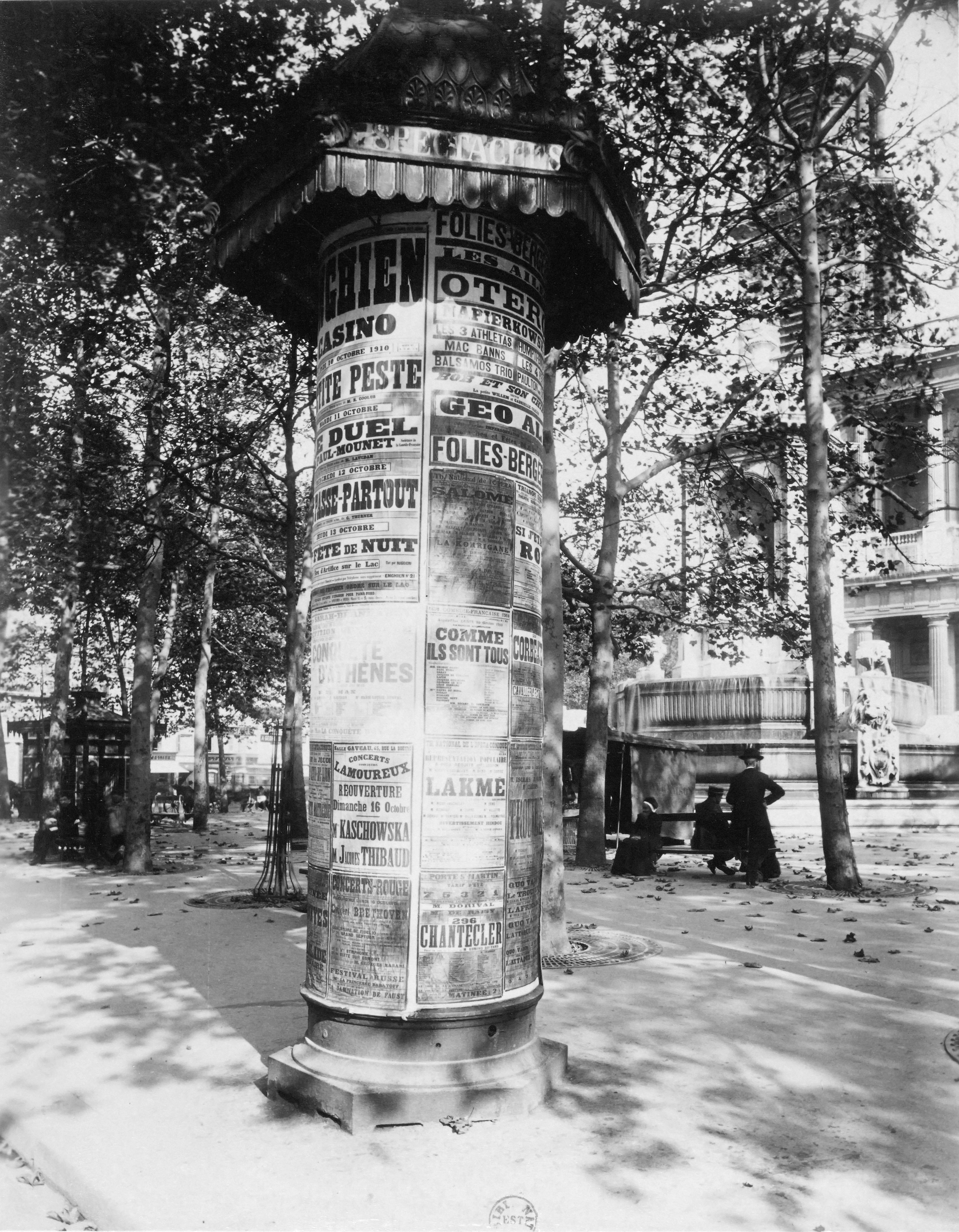
Hirdetőoszlop, Atget 1910

A riport- és sajtófotó, valamint a szociofotó „őse”. A magasabb érzékenységű szárazlemezek elterjedése, a mindenki által megvásárolható, könnyen kezelhető kamerák segítik elterjedését.
A nagyvárosi élet kialakulása révén az élet fő színtere az utca lesz. Ebből fejlődik ki a pillanatfelvétel, melynek óriási propaganda erejét szinte azonnal felfedezték és ki is használták. Ma is népszerű. Neves képviselője Eugène Atget (Párizs fotósa), Brassaï (Halász Gyula), Henri Cartier-Bresson, Paul Martin és Alfred Stieglitz voltak.

### Vizitkártyák
1855–1865 között volt meghatározó, André Disdéri ötletéből származik.
Profitszerzés céljából a piacbővítés érdekében kitalált, 1854. november 27-én szabadalmaztatott egyéni eljárás és képméret. A felismerés: kisebb méret + nedves eljárás + üveglemez = sokszorosíthatóság, olcsóság. A képméret 6,3 × 10,5 cm volt.
Disdéri az akkori árak egyötödéért 8 darab vizitkártya-portrét kínált, ezzel nem csak új divatot teremtett, (még III. Napóleon császár is megfordult műtermében) hanem igazi tömegcikké változtatta a fényképet, mely immáron a szegényeknek is elérhetővé vált.
Elején a képet rendelő személy egész alakos portréja, hátulján a mai képeslapok hátuljához hasonló elrendezés volt található, így akár postán is fel lehetett adni. Nagy hátránya, hogy a portré elveszti egyedi, személyre szabott stílusát, ennélfogva kiemelkedő alkotói sincsenek.

### Fotozsurnalizmus

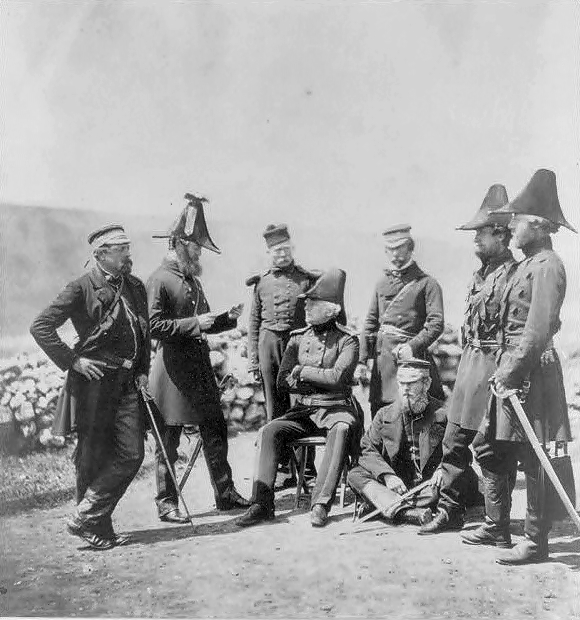
Brown ezredes és segítői, Roger Fenton, 1855

Az újságokban kialakulásuk óta mindig is közöltek rajzokat, képeket, melyek a fotográfia fejlődésével, eljárásainak olcsóbbá és gyorsabbá válásával hamar fényképekre cserélődtek. A filléres sajtó kialakulásával és robbanásszerű elterjedésével megjelentek az első fotóriporterek, helyszíni tudósítók. Valódi elterjedése a krími háborúba kiküldött és onnan több száz kiváló képpel hazatérő fényképészeknek, közülük is elsősorban Roger Fentonnak köszönhető – párhuzamosan a vizitkártyákkal – abszolút elterjedtté azonban azon kisfilmes gépek megjelenésével vált, melyeket főleg a riportereknek terveztek. Manapság egyre kevesebb fényképész foglalkozik tudósításokkal, helyüket átvették a fotóriporterek). Alig van napilap, mely ne használna fényképeket lapjain, vagy ne alkalmazna fotóriportereket.
- Szathmáry Pap Károly kolozsvári fotográfus, aki (Roger Fentont megelőzve) a krími háborúban (1854–1856) mindkét harcoló fél oldalán fotografált.
- Roger Fenton (a világ első hivatalos haditudósítója – Krími háború, 1854-56)
- Matthew Brady (amerikai polgárháború, 1861-65, először mutatják a háború borzalmait)
- Francis Frith (első régészeti tudósítások, albumokban Egyiptom, Izrael, Közel-Kelet)
- Carleton Watkins (az amerikai vadnyugat tájai)
- Edward S. Curlitz (indián arcképcsarnok – etnográfiai tudósítás)
- Rosty Pál (Közép-Amerika, ezen belül főleg Venezuela, Kuba, Mexikó első átfogó dokumentálása)
- Robert Capa (Spanyol polgárháború, második világháború – a normandiai partraszálláskor készített képei tették világhíressé)
- Larry Burrows (vietnámi háború dokumentálása)

### Hobbi- és amatőr fényképészet

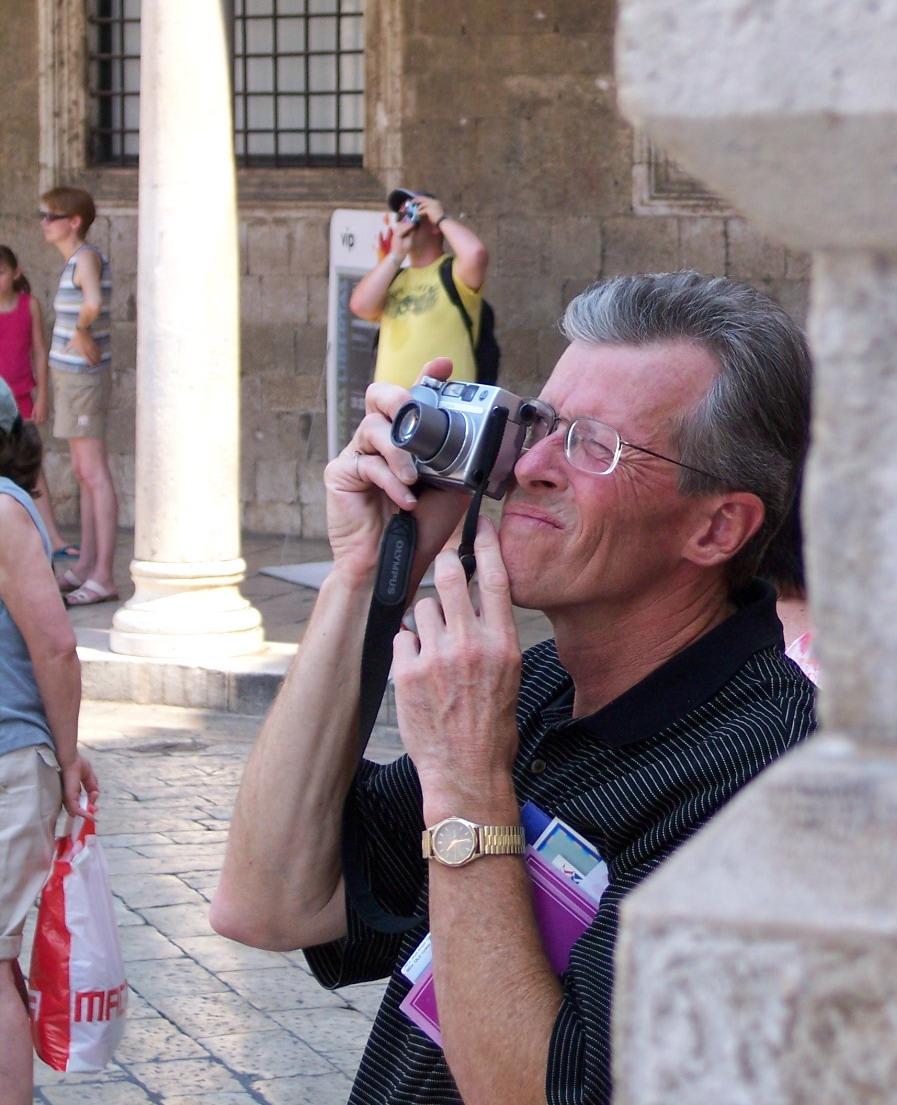
Fényképező nyaralók

1871-ben Richard Leach Maddox új ezüstbromid emulziót fedezett fel mely a már korábban is létező szárazlemezes eljárást tökéletesítette.
Mivel gyárakban lehetett gyártani és a fényképész készen vette (bár valamivel drágább és kevésbé megbízható volt, mint a kollodiumos száraz eljárással készült negatívok) mégis akkora népszerűségre tett szert, hogy gyakorlatilag megteremtette az amatőr fotográfiát, mely 1871 előtt jóformán nem is létezett. Igazán tömegessé George Eastman ötlete, a celluloidfilm és a hozzá tartozó előhívólaborok (1888) megjelenésével vált. Immár nem kellett kémiai tudás a fényképezéshez.
Leghíresebb képviselői:
- Lewis Carroll (Az Alice Csodaországban írója, gyermekportrékkal foglalkozott)
- Julia Margaret Cameron (a portréfotózás egyik megújítója, 48 évesen kezdte)
- Jacques Henri Lartigue (minden idők egyik legjobb amatőr művésze, munkássága francia nemzeti kincs)

### Kompozit
A kompozit képek gondosan megrajzolt, előre eltervezett kompozícióhoz készített néhány alakos csoportképek és tájképek utólagos egymás mellé montírozása. Így nyílt lehetőség először bonyolult, sokszereplős, nehéz fényviszonyok közé szerkesztett jelenetek kialakítására. A mai fotomontázs, fotokollázs előfutára, a piktorializmus (fotoszecesszió) fő kiváltó oka. Ma is gyakran használt képstílus, bár már szinte kizárólag számítógépes úton készülnek kompozit képek. Legismertebb képviselői
- Oscar Gustave Rejlander és Henry Peach Robinson voltak.

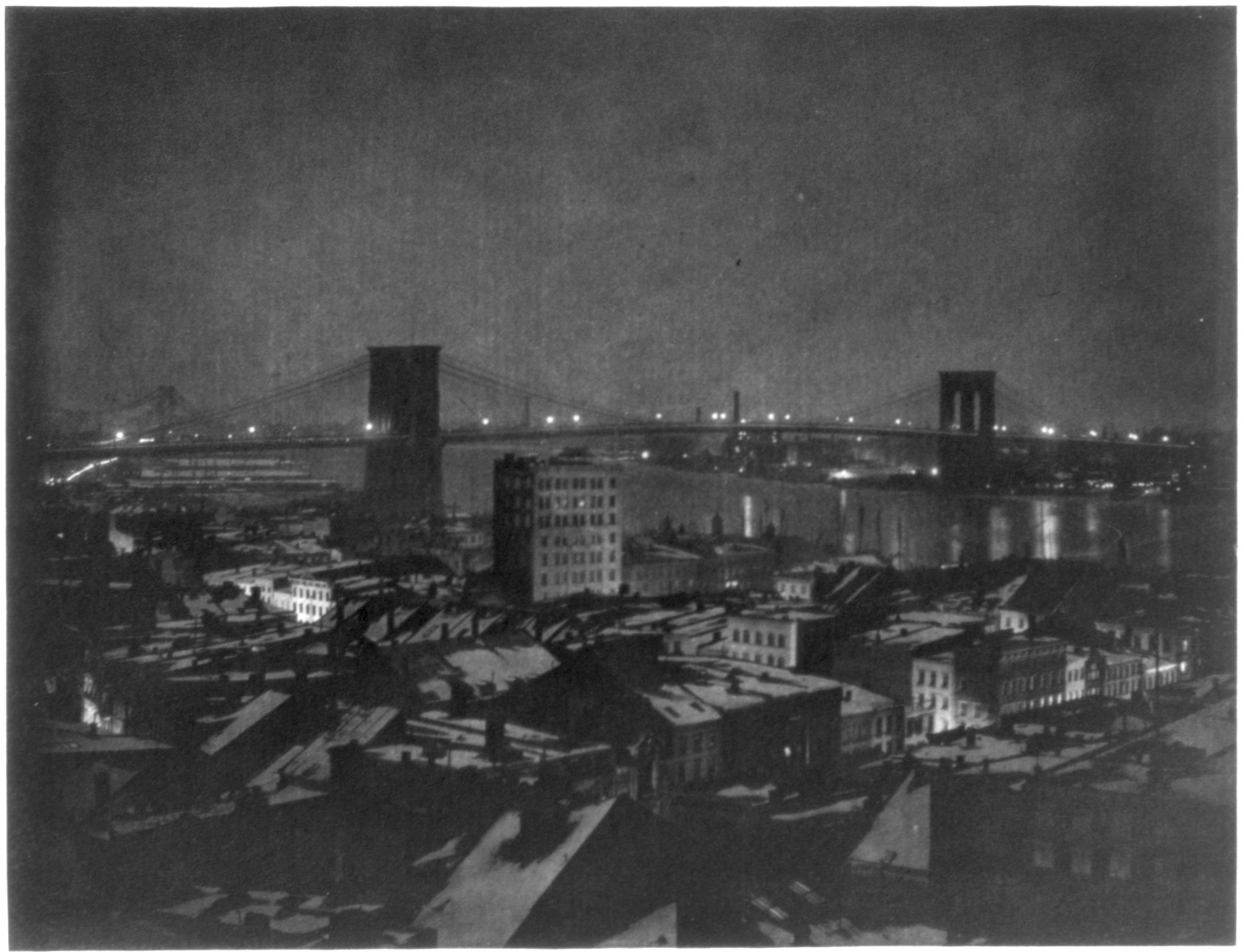
Brooklyn híd, New York, 1903

### Piktorializmus
Amerikában fotoszecesszió. A XIX-XX. század fordulóján robbanásszerűen elterjedő irányzat, mely szinte festményszerű képeket, poszterrajz-szerű alkotásokat takar, fekete-fehér, illetve színes formában. A szecesszió minden más téren is (építészet, festőművészet stb.) az 1900-as, 1910-es évek meghatározó stílusa. Beindul az amatőrmozgalom, lekerül a fényképezőgép az állványról, megszületnek az első valódi pillanatfelvételek. Sikere folytán a fotográfusok művészekké, a fényképészet a hatodik művészeti ággá lépnek elő. Leghíresebb művelői Alfred Stieglitz, Alvin Langdon Coburn és Rudolf Dührkoop voltak.

### Avantgárd és az „újtárgyiasság”
A futurizmus, kubizmus, konstruktivizmus, expresszionizmus, szürrealizmus, dadaizmus együttes hatására kialakuló, mindet egy kalap alá sűrítő irányzat. Újra felfedezi és felfuttatja a szociofotót és a fotóriportot. A Bauhaus iskola megteremtője.

Jellemzői: 

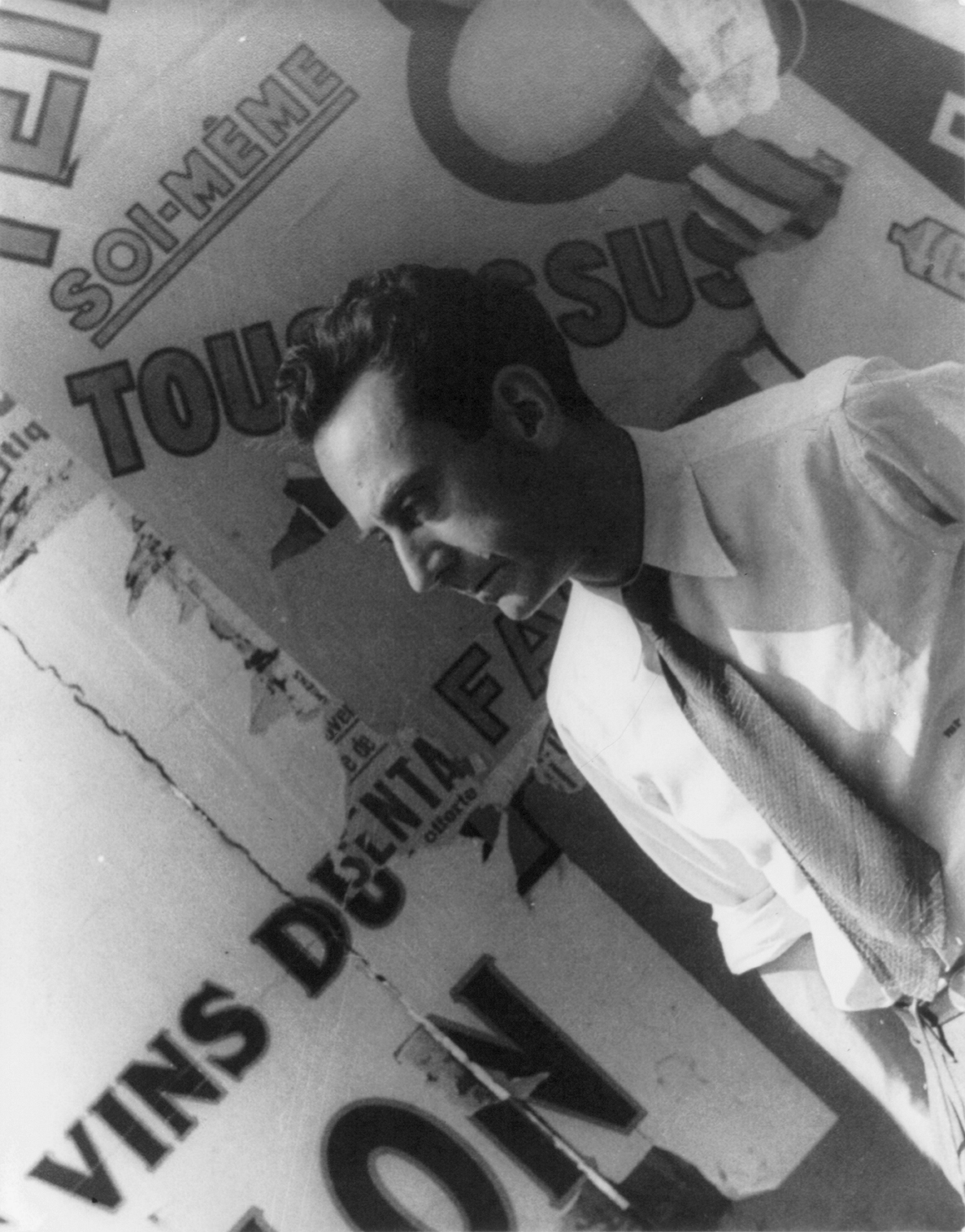
Man Ray önarcképe 1934-ből

- Új nézőpontok (meredek alul- ill. felülnézet), új látószögek, szokatlan, merész kivágások aszimmetrikus, spannolt kompozíció
- a makro-részletek fontossága: a természet és az ipari környezet, a banális, hétköznapi tárgyak esztétikuma
- a fények tudatos kihasználása, extra megvilágítási szögek (alsó világítás), az árnyékok tudatos belekomponálása a képbe
- a művészet szemléletének gyökeres átalakítása, minden addigi megtagadása, a stílusok, a kialakult akadémikus tanok elvetése, az autonóm művészet kialakulása (nincsenek általános elvárások a művészekkel szemben, mindenki azt csinál, amit akar)
- Megváltoztatja az addigi „képfogyasztási gyakorlatot” – meg kell tanulni az új képi nyelvezetet – a fotó már nem csak ábrázol, hanem második jelentéssel is bír.
- Modernség, a technika szeretete

Világhírű művészei:
- Man Ray (szürrealista, újra felfedezte és előszeretettel alkalmazta a szolarizációt munkáiban)
- Moholy-Nagy László (magyar, a Bauhaus egyik professzora)
- Herbert Baier
- Alexander Rodchenko (az orosz avantgárd atyja)
- Paul Citroen

## Szociofotográfia

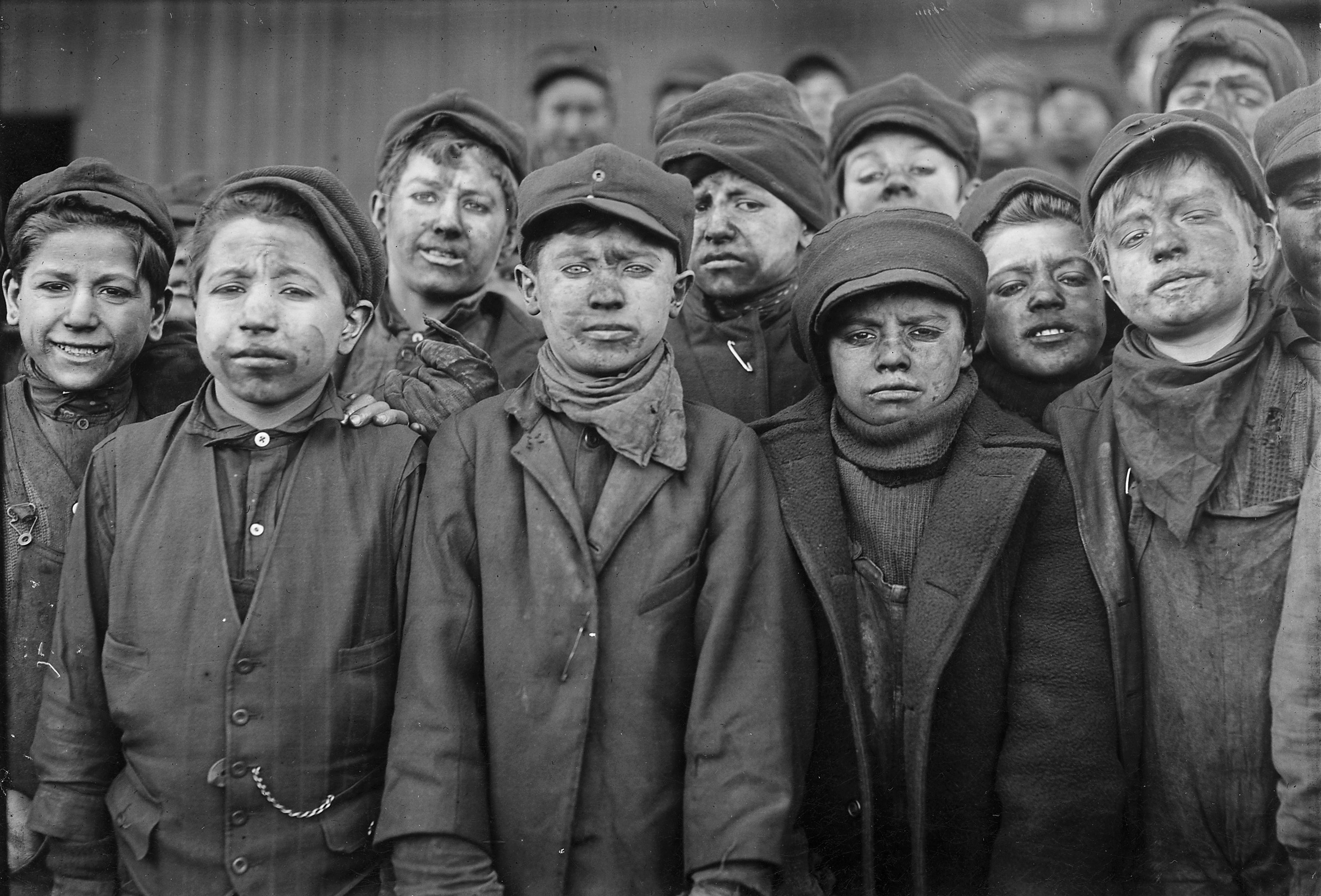
Gyermekmunkások, 1908 (Lewis Hine)

Azaz szociális témájú képek. Henry Mayhew szociográfiája London munkásai és szegényei címmel (1851) Richard Beard merev beállítású képeivel illusztrálva indította útjára ezt az irányzatot. A századfordulóig fokozatosan feledésbe merült, majd az avantgárd újra felfedezi. Leghíresebb képviselő Richard Beard (Street life in London című sorozata, 1887-88), Jacob Riis (rendőrségi tudósító, mégis inkább ebbe a kategóriába sorolandó, magyar megfelelője Tábori Kornél), Lewis Hine (szociológus, Az Ellis Islanden partra szálló bevándorlókat fotózta főleg), Walker Evans, Tabák Lajos, Manuel Rivera-Ortiz, és Gönci Sándor voltak.